# 亞庇建國中學
亚庇建国中学位于马来西亚沙巴州亚庇市，是马来西亚全国六十所华文独立中学的其中之一。

## 简史
建国中学创校于1963年，当年的福建会馆主席拿督刘养正及一批福建乡贤鉴于当时政府会考华人子弟落第人数众多，没有学校供容纳，深恐十余岁之青少年影响社会治安，毅然发起筹办一所华文独立中学，以收容失学青少年。刘养正率先捐献建校基金一万令吉，董事会公推郑奕拱担任主席；林百语担任董事长，进行筹备校务及招生工作，并商借亚庇中学课室数间，预先设班开课初一新生2班，学生共60余人，由郑奕拱担任义务校长。
当时，建国中学建校委员会执委及名誉主席展开筹募工作后，捐款已达30万令吉。该校成功获政府拨出7.17英亩土地，即在斗亚兰路二里半现址。新校舍一落成，全体师生遂迁人上课。此时郑奕拱目睹校务已步入正轨，乃辞去义务校长职，由李泽咸担任校长。
1980年代，建国中学建有科学馆、学生宿舍、冷气大礼堂、综合大楼冷气课室、陈守仁博士楼—师生宿舍与电脑资讯大楼。该宿舍附有会客室、健身室、自动洗衣室及小型活动中心等。

## 教学与行政

### 课程简介
教学媒介：华语与英语并重并授。学制采用三三制，即初中三年、高中三年。科目如下：
- 初中部：华文、马来文、英文、数学、科学、中文历史、历史、中文地理、道德、电脑、体育、美术、音乐、辅导。

- 高中部（理科）：华文、马来文、英文、物理、化学、生物、数学/高数、高数、道德、电脑、体育、美术。

- 高中部（商科）：华文、马来文、英文、数学、科学、 历史、会计、簿记、商概、道德、电脑、 体育、美术等。

- 高中部（餐饮科）：华文、马来文、英文、数学、历史、道德、科学、簿记、餐饮理论、餐饮实习、体育

### 中国生
- 初中部：华文、初级马来文、英文、英文加强班、数学、科学、中文历史、中文地理、电脑、体育、美术、音乐、辅导。

- 高中部：华文、初级马来文、英文、英文加强班、数学/高数、中文地理、中文历史、簿记、体育、美术、电脑。

### 会考制度
- 初中三：独中初中统考
- 高中二：马来西亚教育文凭（SPM）
- 高中三：独中高中统考。

## 课外活动
建国中学课外活动区分为以下几等。　
- 制服团体：管乐团、红新月会

- 学术团体：华文辩论社，英文学会

- 联谊团体：幼狮会

- 艺术团体：华乐团、弦乐团、舞蹈社、合唱团、美术社、书法社、扯铃社、象棋学会、二十四节令鼓

- 科学研究：电脑程序发展、科学学会

- 体育团体：排球社、籃球社、兵乓社、羽球社、跆拳道社、游泳社、足球社、西洋剑社、田径社、中国武术、柔道

- 服务团体：图书馆学会、多媒体社、环保社、烘焙社

- 特殊团体：学长团